# Лукіянець Богдан Антонович
Богдан Антонович Лукіянець (нар. 18 квітня 1944, с. Іванків, Україна) — український вчений-фізик. Брат Євгена Лукіянця. Доктор фізико-математичних наук (1991), професор (1997).

## Життєпис
Богдан Лукіянець народився 18 квітня 1944 в селі Іванків Борщівського району Тернопільської області України.
Закінчив середню школу в м. Чортків (1962), Чернівецький університет (1968, фізико-математичний факультет; нині національний університет), аспірантуру на кафедрі теорії твердого тіла при Львівському університеті (1971, нині національний університет).
Від 1968 — вчитель у м. Чернівці. 1971—1992 — в Чернівецькій філії Інституту проблем матеріалознавства НАН: інженер, старший інженер (1971—1974), молодший науковий співробітник (1974—1978), старший науковий співробітник (1978—1991), виконувач обов'язків завідувача відділу (1991—1992). 
Від 1992 — професор кафедри фізики Львівського політехнічного інституту (нині національний університет «Львівська політехніка»).

## Наукова діяльність
1975 року захистив кандидатську дисертацію «Питання теорії протяжних дефектів і адсорбції на кристалічній поверхні» — за спеціальністю — 01.04.10 — фізика напівпровідників і діелектриків.
1991 року захистив докторську дисертацію «Теорія електронного спектру і електрон-фононної взаємодії в шаруватих напівпровідниках» — спеціальність — 01.04.02 — теоретична фізика.
Досліджує явища в низькорозмірозмірних кристалічних структурах. Автор 180 наукових праць і навчальних посібників. Член редакційних колегій наук, та науково-популярних видань. 
Член бюро президії Українського фізичного товариства.